# Deering (Nou Hampshire)
Deering és una població dels Estats Units a l'estat de Nou Hampshire. Segons el cens del 2000 tenia 1.875 habitants.

## Demografia
Segons el cens del 2000, Deering tenia 1.875 habitants, 713 habitatges, i 518 famílies. La densitat de població era de 23,5 habitants per km².
Dels 713 habitatges en un 34,4% hi vivien nens de menys de 18 anys, en un 61,3% hi vivien parelles casades, en un 7% dones solteres, i en un 27,3% no eren unitats familiars. En el 22,9% dels habitatges hi vivien persones soles el 9,4% de les quals corresponia a persones de 65 anys o més que vivien soles. El nombre mitjà de persones vivint en cada habitatge era de 2,52 i el nombre mitjà de persones que vivien en cada família era de 2,95.
Per edats la població es repartia de la següent manera: un 26,1% tenia menys de 18 anys, un 6% entre 18 i 24, un 30,2% entre 25 i 44, un 27% de 45 a 60 i un 10,7% 65 anys o més.
L'edat mediana era de 39 anys. Per cada 100 dones de 18 o més anys hi havia 99,1 homes.
La renda mediana per habitatge era de 48.750$ i la renda mediana per família de 53.889$. Els homes tenien una renda mediana de 35.813$ mentre que les dones 26.144$. La renda per capita de la població era de 20.856$. Entorn de l'1,2% de les famílies i el 4% de la població estaven per davall del llindar de pobresa.